# 庞统
龐統（179年—214年夏（农历4月）），字士元，東漢末年襄陽郡襄陽縣（治所在今湖北省襄陽市襄州區）人。地方上稱其「鳳雛」，與「臥龍」諸葛亮師出同門與齊名。龐統亦是諸葛亮二姐夫龐山民的堂兄弟，與諸葛亮亦有親戚關係，當時俗語有云：「臥龍、鳳雛，二者得一，可安天下。」被南郡太守周瑜任命為功曹，周瑜死後扶送靈柩回江東弔喪，後成為劉備重臣謀士，協助劉備征伐天府之國的四川之地巴蜀，在攻打首府成都附近重要據點支城雒城時被流矢射中身亡，享年36歲。陳壽譽其可比擬為魏國的荀彧和荀攸叔侄。歷任耒阳令、治中從事，官至軍師中郎將；死後由後主劉禪追封為關內侯，追諡為靖侯。

## 經歷

### 南州冠冕
龐統出身荊州名門，年少時質樸魯鈍，未有人識。叔父龐德公看重他。潁州人司馬徽清高雅正，有知人之鑒。龐統弱冠之年（二十歲）去見司馬徽。當時司馬徽在樹上採桑，龐統坐在樹下，二人由早談到夜。司馬徽甚奇異，稱龐統為荊南士人之冠，評他為「盛德」，更讚歎龐德公知人的才能，龐統名望漸漸傳開。

### 雅好人流
建安十四年（209年）周瑜在南郡爭奪戰，戰勝曹仁後，佔領南郡領太守。龐統在周瑜南郡太守任下，擔任功曹。後周瑜在巴丘病逝，龐統將周瑜的遺體靈柩護送回江東弔喪，遇到聞名而來的陸績、顧邵、全琮等。龐統說：「陸績雖然是馱馬，卻只能背負起一人。但顧邵好似馱牛，一日能走三百里，所背負起的重物又豈止一人！」 又對全琮說：「您喜好施捨，追慕名聲，有點像汝南的樊子昭。雖然謀智才力多，人才也是一時的優秀。」陸績、顧劭對龐統說：「如果天下太平了，應當和您一起品評天下的人才。」 他們和龐統結下深厚的情誼後才回去。於是顧邵招待龐統留宿，並問道：「你評價過如此多名人，我與你如何？」庞統說：「教化世俗，薦舉人物，我不及你；但論帝王的秘策，攬、倚、伏的精要，我則較有利。」 
眾人受到龐統點評後都十分滿意，更與他結為朋友，說道：「當天下太平時，一定與您談盡四海之士。」

### 大才小用
劉備從孫權手中借走了南郡之後便督管荊州，任用龐統為耒阳令，但在任內无法将职务做好，被免官。鲁肃寄書信給劉備為龐統引薦並加以勸告：「龐士元不是管理百里小縣的人才，命他為治中、別駕的職任，才能彰顯展現出他的才華。」諸葛亮亦加以推薦，於是劉備召見龐統一番談論，開始逐漸十分器重龐統，任命他為治中從事。其待遇僅次於諸葛亮，後升任為軍師中郎將。
有一次，劉備與龐統閒談，問他：「你曾經擔任周瑜的功曹。聽説那次我到京口去求見孫權，周瑜呂範曾上秘信給孫權，讓孫權扣留我，不知是否真有此事？在誰的麾下，就該效忠誰，各為其主，你不必隱瞞。」龐統回答：「確有此事。」劉備慨然嘆息：「當時我正在危急之中，有求於孫權，所以不能不去京口見他。去了，竟差一點落入周瑜手中！」劉備還説：「天下智謀之士，所見略同。諸葛亮那時也勸我不要去，而且一再堅持，想來也是怕孫權扣留我。我當時卻認為孫權所要提防的是北面的曹操，應該希望有我做他的援手，所以才堅持去見他，一點也沒有疑慮。現在想來，這確實是一步險棋，並非萬全之計。」
歷史小說《三國演義》第五十七回描述龐統任耒阳縣令，張飛去監視期間，龐統就將百餘日所累積的公務全按部處理。這事件的藍本就是在《三國志·蜀志十一·楊洪傳》裴注引陳壽另一著作《益部耆舊傳雜記》裡的何祗。

### 經學思謀
建安十六年（211年）張松舉薦法正，法正奉益州牧劉璋之命到荊州，迎接劉備進入川蜀共拒漢中張魯，暗中卻請劉備藉機謀取川蜀。劉備猶豫再三，不能決斷。龐統進諫，他說：「荊州荒蕪殘敗，人才物資流失殆盡。而且東有孫權，北有曹操，為鼎足而計，難以有大的發展。益州國富民殷，戶口百萬，沃野千里，土地肥沃，物產豐饒，四部兵馬，要調用都一定能齊集，珠寶財貨都無求於境外。我們可以以此來成就自己的大業。」劉備仍然擔心：「如今與我水火不容者，是曹操，曹操峻急，我便寬厚，曹操暴虐，我便仁慈，曹操詭譎，我便忠誠。凡事與他相反，事業才有今天的成就。如今若為得益州，而失信於天下，我不能這麼做。」龐統說：「當今乃腐亂之世，凡事不能拘執常理墨守成規，要宜從權變才行。況且吞併弱小，兼弱攻昧，逆取順守，報之以義，正是古人所重視的。只要事定之後，善待劉璋，厚加封贈，還有誰能你說失於義呢?不趁現在攻取益州，到時會被他人攻佔，追悔莫及。」劉備認為龐統說得有理，決定留諸葛亮、關羽、張飛、趙雲等鎮守荊州，而自己則帶領法正、龐統、黃忠、魏延、霍峻等人，率領數萬兵士進入益州。益州牧劉璋和劉備在涪城相會，龐統勸劉備於宴席上殺了劉璋，這樣將軍不需勞師動眾即可坐得益州，張松法正紛紛贊同，但劉備以自己初來蜀中恩信未立為由而拒絕。劉璋隆重地款待劉備及其部下，增撥給劉備不少兵馬糧草和軍用物資，連戰略關卡白水關也交給他督管，命他率兵去抵禦張魯。劉璋交代完畢，隨即返還成都，然而劉備到葭萌關便止步不前，並未貫徹北上攻打張魯的請求，而是廣樹恩德、收買人心。

### 征蜀三策
建安十七年（212年）張松因事跡敗露被斬，劉備與劉璋正式決裂後，龐統提出上、中、下三策取蜀：
- 上策：「立即秘密挑選精兵強將，晝夜兼程急行軍，襲擊攻取成都；劉璋沒有軍事才幹，又素來沒有預防戒備，突然大軍壓境，便可一舉攻下成都，這就是上策。」
- 中策：「楊懷、高沛乃是劉璋手下的名將，他們倚仗手中的強兵，據守白水關，聽說他們曾幾次上書勸諫劉璋，要劉璋把主公打發回荊州。主公未到達白水關時，可派人去告知他們，就說荊州有緊急軍務，準備回軍救援，同時下令我軍將士整理行裝，佯裝即將撤還的樣子。楊、高二人既欽佩主公的英名，又高興主公撤離益州，料想他們一定會輕裝前來拜送主公，主公可乘機下令將他們捉拿，進而奪佔白水關收編他們的部眾，揮軍攻打成都，這就是中策。」
- 下策：「立即退還白帝城，聯絡荊州兵馬入蜀，與荊州軍隊合兵一處，徐圖進取，慢慢蠶食益州，這就是下策。」

更認為：「如果猶豫不決而滯留此地，大軍必然陷入嚴重的困境，不可拖延下去了。」劉備認為上策過急，下策又太緩，故依採取中策而行。先斬楊懷、高沛，奪取二人的部眾，南下進軍佔領涪城，確保暢通回荊州之路，再攻成都，所向披靡。

### 君臣皆失
當大軍經過涪城時，劉備設宴款待眾人，飲酒作樂，並對龐統說：「今日的宴會，真是樂事。」但龐統責備：「攻打別人的領土，還在飲酒作樂，此非仁義之師所為。」道破劉備的野心，當時酒醉的劉備憤怒地說：「當年周朝武王伐紂，前歌後舞，難道他不是仁義之師嗎？你說話不當，請你趕快離開！」於是龐統離席引退。
後來，劉備稍微酒醒後，對龐統感到悔意，派人請龐統還席，龐統便回到坐位。不過，龐統沒有多謝劉備請他回來，卻自己在飲食，神色自若。劉備問他說：「你認為剛才是何人的過失？」龐統答道：「是君臣皆錯。」劉備大笑，繼續宴樂。

### 鳳雛落坡
劉備調遣荊州援軍諸葛亮、張飛、趙雲、劉封逆江而上率軍攻克白帝、江州、江陽。劉備進攻雒城時，龐統率軍攻城，不幸被城防守軍劉循指揮之下流矢射中而身亡，年僅36歲。劉備為之痛惜、流淚，諸葛亮也親自前往拜祭，龐統死後，葬於落鳳坡，更升其父為諫議大夫。後追賜關內侯，260年九月，追諡為靖侯。

## 逸聞
- 龐統年少時顯得比較純樸魯鈍。愛結交朋友，朋友眾多。他也認定仁的重要，有急才，於涪城上諫時可見到。

- 甚有修養，評價他人時會誇大讚美別人的優點，有人對此好奇便問他，龐統回答道：「當今天下大亂，雅道陵遲，善人少而惡人多。方欲興風俗，長道業，不美其譚即聲名不足慕企，不足慕企而為善者少矣。今拔十失五，猶得其半，而可以崇邁世教，使有志者自勵，不亦可乎？（方今天下大亂，正義之道逐漸衰退，善人少而惡人多，我想興起這樣的風俗以達到助長正道的目的，所以要宣揚好的榜樣，改善世風，如果不這樣做，善人會越來越少。十個人當中如果可以改善五個人，就可以將此事完成一半，進而達到教育世人的目的，使有志向的人可以自己勉勵自己，這樣難道不行嗎？）」大意是想通過讚美人去鼓勵、指導世人向善。

- 劉備另一位屬下張存極不服龐統，龐統中箭陣亡後，張存在劉備面前詆毀龐統，劉備震怒黜免了張存。[8]

## 家庭

### 父輩
- 其名不詳。在龐統去世後被拜為議郎，後來又遷為諫議大夫。
- 龐德公，龐統的從父，漢末襄陽一帶的名士，善於品評人物。

### 同輩
- 龐林，龐統弟，以荊州治中從事加入黃權征吳，後夷陵之戰大敗，隨黃權降魏，封列侯，官至鉅鹿太守。其妻習氏因賢淑聞名。
- 龐山民，龐德公兒子，龐統堂兄弟，有令名，娶諸葛亮二姊為妻，為魏國黃門吏部郎，早卒。

### 子
- 龐宏，字巨師，為人剛直簡樸，傲視尚書令陳袛，為陳袛所抑，卒時任涪陵太守。

## 評價
- 陳壽評曰：「龐統雅好人流，經學思謀，于時荊、楚謂之高俊。」又曰：「擬之魏臣，統其荀彧之仲叔」（將龐統比擬為魏臣中的荀彧。）（《三國志·蜀書·龐統法正傳第七》）

- 庞统自评：「论王霸之馀策，览倚仗之要害，吾似有一日之长。」

- 司馬徽：「南州士之冠冕。（龐）德公誠知人，此實盛德也。」「识时务者在乎俊杰。此间自有伏龙、凤雏。」

- 傅巽曾經將龐統評價為「半英雄」[9]。

- 諸葛亮：「龐統、廖立，楚之良才，當贊興世業者也。」

- 魯肅書與劉備：「龐士元非百里才也，使處治中、別駕之任，始當展其驥足耳。」

- 楊戲的《季漢輔臣贊》中贊龐士元：「軍師美至，雅氣曄曄。致命明主，忠情發臆。惟此義宗，亡身報德。」

- 習鑿齒曰：「夫霸王者，必體仁義以為本，仗信順以為宗，一物不具，則其道乖矣。今劉備襲奪璋土，權以濟業，負信違情，德義俱愆，雖功由是隆，宜大傷其敗，譬斷手全軀，何樂之有？龐統懼斯言之泄宣，知其君之必悟，故眾中匡其失，而不脩常謙之道，矯然太當，盡其蹇諤之風。夫上失而能正，是有臣也，納勝而無執，是從理也；有臣則陛隆堂高，從理則群策畢舉；一言而三善兼明，暫諫而義彰百代，可謂達乎大體矣。若惜其小失而廢其大益，矜此過言，自絕遠讜，能成業濟務者，未之有也。臣松之以為謀襲劉璋，計雖出於統，然違義成功，本由詭道，心既內疚，則歡情自戢，故聞備稱樂之言，不覺率爾而對也。備宴酣失時，事同樂禍，自比武王，曾無愧色，此備有非而統無失，其云『君臣俱失』，蓋分謗之言耳。習氏所論，雖大旨無乖，然推演之辭，近為流宕也。」

- 袁宏《三國名臣頌》：「士元弘長，雅性內融。崇善愛物，觀始知終。喪亂備矣，勝塗未隆。先生標之，振起清風。綢繆哲后，無妄惟時。夙夜匪懈，義在緝熙。三略既陳，霸業已基。」

- 裴松之：“谋袭刘璋，计虽出于统，然违义成功，本由诡道，心既内疚，则欢情自戢，故闻备称乐之言，不觉率尔而对也。备酣宴失时，事同乐祸，自比武王，曾无愧色，此备有非而统无失。其言‘君臣皆失’，盖分谤之言耳。”

- 程公许：“蜀将如关、张、庞统，吴将如周瑜、鲁肃，志长命短，天下重惜之。而马超、黄忠、赵云、费祎、吕蒙、程普、步骘、甘宁辈皆智勇绝伦，足以当一面。”

- 刘祁：“已而诸豪割据，士大夫各欲择主立功名，如荀攸、贾诩、程昱、郭嘉、诸葛亮、庞统、鲁肃、周瑜之徒，争以智能自效。”

- 方孝孺：“然徽以孔明、庞统并称，吾窃有疑焉。论者惜统早死，故功业不及孔明；余谓使统不死，终非孔明比也。孔明之学，庶乎王道；而统之言，皆矫诈功利之习。刘璋之迎昭烈，或说昭烈就取益州，昭烈恐失信于天下，统则请就其来迎而袭杀之；昭烈之不即从，所以坚益州之民服从之志，犹有王者之用心也；统独切切焉欲夺璋之位，其器量何浅哉？王者患孚德不弘、道不洽，不患土狭民微也。”（《孔明之学庶乎王道》）

- 李光地：“庞士元论人才，不肯求全责备，这个心胸，便可以称‘凤雏’。”（《榕村语录》）

## 艺术形象

### 三國演義

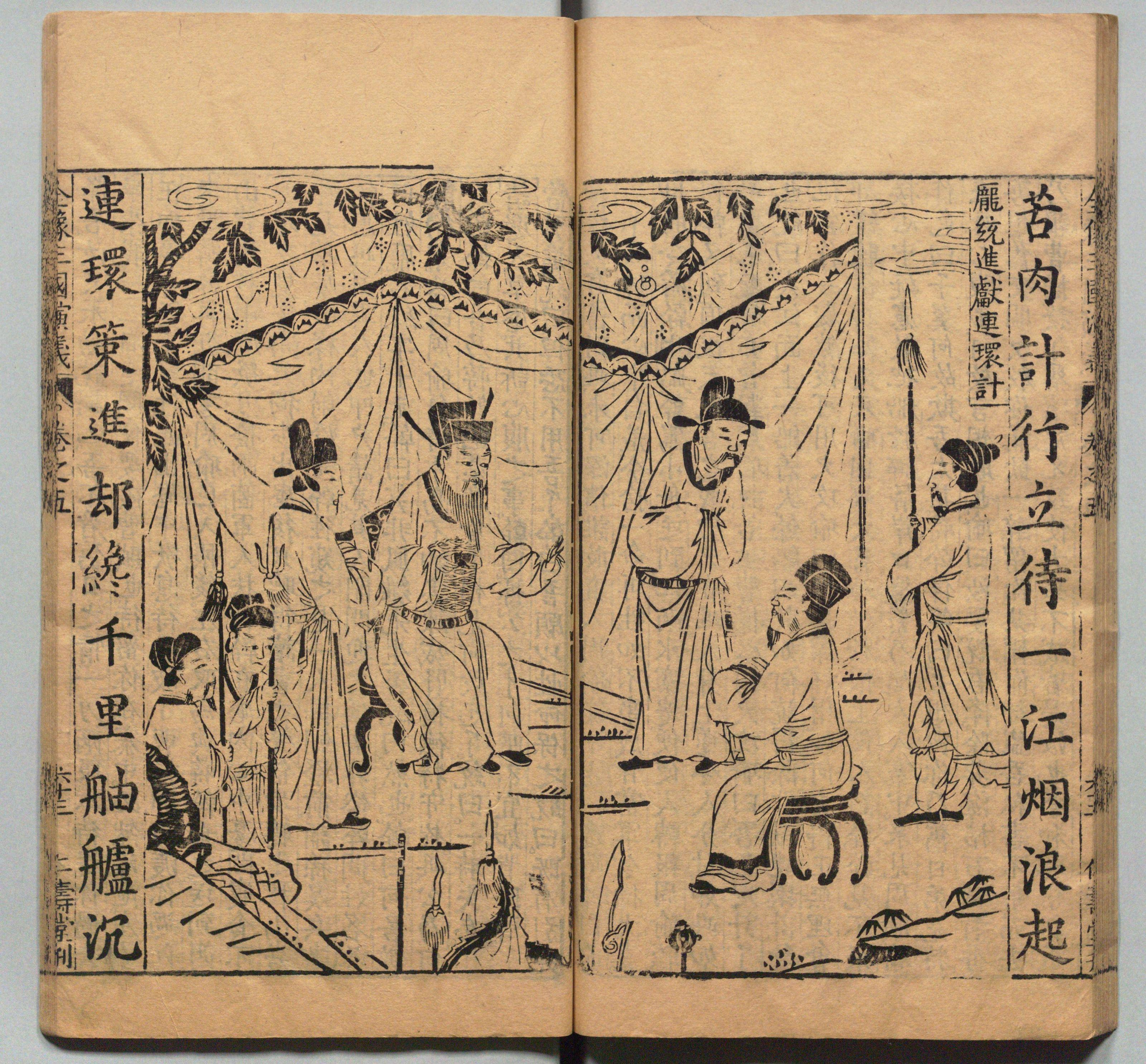
周曰校插图版《三国志通俗演义》中的庞统献连环计

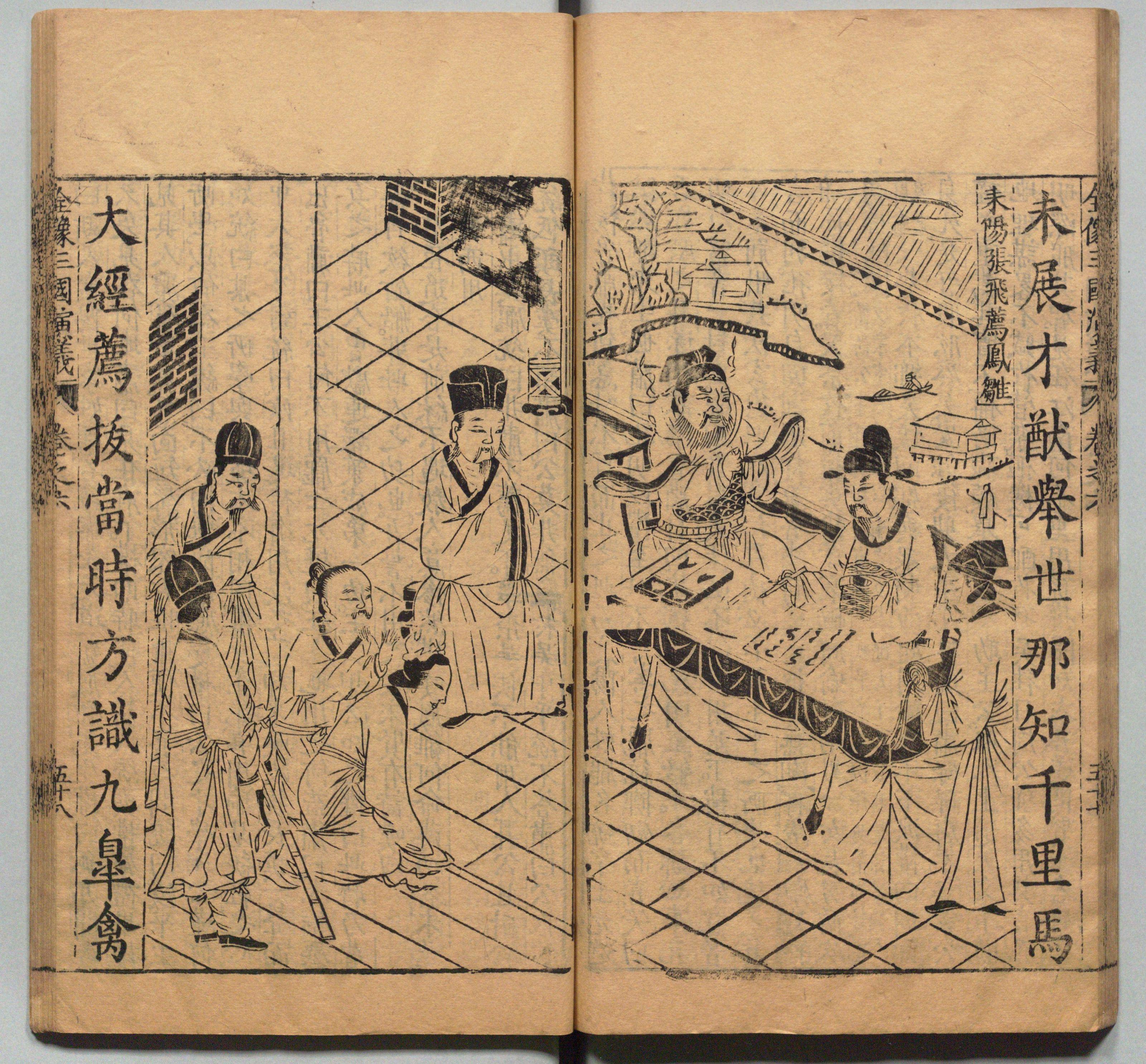
周曰校插图版《三国志通俗演义》中的张飞举荐庞统

《三國演義》中龐統的形象與史書上的龐統有所不同。《演義》中描寫龐統容貌醜陋，在赤壁之戰時受周瑜之託而向曹操獻連環計，曹操因此將戰船用鐵索連接起來。劉備入蜀後，在龐統的輔佐下奪取涪城，斬了泠苞之後，與龐統分兵進取雒城；出發前，龐統馬失前蹄，請求換乘劉備座騎白馬--的盧，並自告奮勇擔任前軍，行至一地勢逼窄之山谷處，聽說此地名叫「落鳳坡」，心知此乃不利之兆，遂遭埋伏於此的張任軍認作劉備，亂箭射死。

### 歇后语
- 庞统当知县——大材小用。

### 影視形象
- 中國大陸湖北電視台電視劇《諸葛亮》（1985年）：由刘明凯飾演龐統。
- 香港亞洲電視電視劇《諸葛亮》（1985年）：由曾偉權飾演龐統。
- 中國大陸中央電視台電視劇《三國演義》（1994年）：分別由祝士彬、金書貴飾演龐統。
- 台灣華視電視劇《關公》（1996年）：由鄧安宁飾演龐統。
- 電影《诸葛孔明》（1996年）：由石玉昆飾演龐統。
- 電影《一代枭雄曹操》（1999年）：由石玉昆飾演龐統。
- 中國大陸電視劇《卧龙小诸葛》（2001年）：由刘晓虎飾演龐統。
- 中國大陸電視劇《三国》（2010年）：由杜旭东飾演龐統。
- 香港無線電視台電視劇《回到三國》（2012年）：由章志文飾演龐統。

### 動漫遊戲
- 真三國無雙系列 / 無雙OROCHI系列（光榮公司開發，河內孝博配音）
- 三國志
- 三國演義
- 《蒼天航路》（王欣太）中的龐統是一個足智多謀的美男子。
- 《火鳳燎原》（陳某）中的龐統臉上有刺青，右眼眼白全黑。擅長算計布局，被三奇賈詡稱為「怪物」，是司馬徽的弟子，更是名聞天下的軍師集團「水鏡八奇」中的「六奇」，在關東軍平陽兵營中在短時間破解董卓軍中計謀而得「鳳雛」之名，在宛城之戰中出山，並使曹操走上絕路及司馬家因反曹而滅門，實為劉寵起義而鋪路，因劉寵死於司馬家暗殺而失敗，在徐州遇上劉備後，對劉備作重新評估並有投劉備之意，官渡之戰曾助孫策平于吉及進犯曹操(實為袁方舉薦，以分化周瑜和孫策)，赤壁之戰前曾遊說甘寧投降孫權，在諸葛亮下江東時曾遊說其投劉備，赤壁之戰後正式投劉備。
- 《王者荣耀》中的庞统被设定为一位刺客和傀儡师，能够操作傀儡，释放暗器进行战斗。但正因为该形象与历史上的同名谋士形象严重不合，迫于各方压力，《王者荣耀》制作组将旗下设计英雄“庞统”改名“元歌”。

## 註解
1. ↑  《世说新语·言语》里记載庞统走了两千里的路去拜访司马徽，到了颍川之后，司马徽正在采摘桑叶。庞统说：“大丈夫处世，就该做大官，办大事，哪有做蚕妇之事的？”司马徽则是回道：“从前伯成宁愿耕作，也不羡慕诸侯的荣耀；原宪宁愿住在以桑木为门轴的简陋屋舍里，也不愿住官邸。哪有住在豪华的房屋里，外出骑肥壮的马，左右要有十几个侍女侍候，才算是与众不同的道理呢？这正是隐士许由、巢父感慨的原因，也是清廉之士伯夷、叔齐长叹的来由。即使有吕不韦的爵位，齐景公的富有，也是不值得尊敬的。”庞统说：“我出生在边远偏僻的地方，很少见识到大道理。如果不叩击一下声音洪亮的钟鼓，那就不知道它的声音之响。”

## 延伸阅读
[在维基数据编辑]
 《三國志/卷37》，出自陳壽《三國志》
 在维基共享资源阅览影像